# Nikita Zajcew
Nikita Igoriewicz Zajcew, ros. Никита Игоревич Зайцев (ur. 29 października 1991 w Moskwie) – rosyjski hokeista, reprezentant Rosji.

## Kariera
- MHK Krylja Sowietow Moskwa / MHK Krylja 2 (2008-2009)
- Sibir Nowosybirsk (2009-2013)
  -  Sibirskie Snajpiery Nowosybirsk (2009-2011)
- Zauralje Kurgan (2011)
- CSKA Moskwa (2013-2016)
- Toronto Maple Leafs (2016-2019)
- Ottawa Senators (2019-)

Wychowanek Krylja Sowietow Moskwa. W KHL Junior Draft 2009 był draftowany przez Sibir Nowosybirsk z numerem 4. W barwach tego klubu grał w czterech kolejnych sezonach rozgrywek KHL. Od maja 2013 zawodnik CSKA Moskwa, związany trzyletnim kontraktem. Od maja 2016 zawodnik Toronto Maple Leafs. Od lipca 2019 gracz innego kanadyjskiego klubu, Ottawa Senators.
Uczestniczył w turniejach mistrzostw świata 2013, 2016, 2018, 2019, Pucharu Świata 2016.

## Sukcesy
Reprezentacyjne
- Srebrny medal mistrzostw świata juniorów do lat 18: 2009
- Złoty medal mistrzostw świata juniorów do lat 20: 2011
- Brązowy medal mistrzostw świata: 2016, 2019

Klubowe
- Puchar Kontynentu: 2015 z CSKA Moskwa
- Brązowy medal mistrzostw Rosji: 2015 z CSKA Moskwa

Indywidualne
- KHL (2014/2015):
  - Piąte miejsce w klasyfikacji strzelców wśród obrońców w sezonie zasadniczym: 12 goli
  - Czwarte miejsce w klasyfikacji +/- w sezonie zasadniczym: +27
  - Drugie miejsce w klasyfikacji asystentów wśród obrońców w fazie play-off: 7 asyst
  - Trzecie miejsce w klasyfikacji kanadyjskiej wśród obrońców w fazie play-off: 8 punktów
  - Złoty Kask (przyznawany sześciu zawodnikom wybranym do składu gwiazd sezonu)
- KHL (2015/2016):
  - Drugie miejsce w klasyfikacji strzelców wśród obrońców w fazie play-off: 4 gole
  - Drugie miejsce w klasyfikacji asystentów wśród obrońców w fazie play-off: 9 asyst
  - Drugie miejsce w klasyfikacji kanadyjskiej wśród obrońców w fazie play-off: 13 punktów
  - Złoty Kask (przyznawany sześciu zawodnikom wybranym do składu gwiazd sezonu)
- Mistrzostwa Świata w Hokeju na Lodzie 2016/Elita:
  - Drugie miejsce w klasyfikacji +/- turnieju: +12[5]
  - Skład gwiazd turnieju[6]
- Mistrzostwa Świata w Hokeju na Lodzie 2018/Elita:
  - Szóste miejsce w klasyfikacji asystentów turnieju: 8 asyst[7]
  - Pierwsze miejsce w klasyfikacji asystentów wśród obrońców turnieju: 8 asyst[8]
  - Czwarte miejsce w klasyfikacji kanadyjskiej wśród obrońców turnieju: 8 punktów